# Pawieł Worobjow
Pawieł Siergiejewicz Worobjow, ros. Павел Сергеевич Воробьёв (ur. 25 maja 1982 w Karagandzie) – rosyjski hokeista pochodzenia kazachskiego, reprezentant Rosji.

## Kariera
- Mołot-Prikamje 2 Perm (2002-2007)
- Torpedo 2 Jarosław (1997-2000)
- Torpedo Jarosław (1999-2000)
- Łokomotiw Jarosław (2000-2003)
- Chicago Blackhawks (2003-2004, 2005-2006)
- Norfolk Admirals (2003-2006)
- Chimik Mytiszczi / Chimik 2 Mytiszczi (2006-2007)
- Spartak Moskwa (2007-2008)
- Siewierstal Czerepowiec (2008-2009)
- HK MWD Bałaszycha (2009-2010)
- Jugra Chanty-Mansyjsk (2010-2012)
- Nieftiechimik Niżniekamsk (2012/2013)
- Awtomobilist Jekaterynburg (2012/2013)
- HK Riazań (2013)
- Witiaź Podolsk (2013)
- HK Riazań (2014-2015)
- Saryarka Karaganda (2015)
- HK Riazań (2015-2016)
- Edinburgh Capitals (2016-2018)
- Cracovia (2018)
- Gyergyói HK (2018-2020)
- Dnipro Chersoń (2020-2021)

Wychowanek klubu Stroitiel w rodzinnej Karagandzie. Karierę juniorską rozwijał już w Rosji w mieście Jarosław, gdzie reprezentował Torpedo, przemianowane następnie na Łokomotiw, w barwach którego występował w superlidze rosyjskiej. W drafcie NHL z 2000 został wybrany z wysokim 11 numerem Chicago Blackhawks (przekazany z Vancouver Canucks). Od 2003 do 2006 przebywał w USA, gdzie w pierwszym i trzecim roku pobytu grał w Chicago Blackhawks w NHL, a ponadto regularnie grał w zespole farmerskim, AHL. W 2006 powrócił do Rosji i ponownie grał w Superlidze, a od 2008 do 2013 w sześciu pierwszych sezonach rozgrywek KHL. Później był zawodnikiem zespołów z rosyjskiej ligi WHL, w tym w sezonie WHL 2014/2015 był kapitanem HK Riazań, a od maja 2015 reprezentował barwy Saryarki z rodzinnej Karagandy. W czerwcu 2016 został zawodnikiem szkockiego klubu w brytyjskich rozgrywkach EIHL. W czerwcu 2017 przedłużył kontrakt z tym klubem. Pod koniec stycznia 2018 został zawodnikiem Cracovii w Polskiej Hokej Lidze. Po sezonie opuścił klub. W sierpniu 2018 został hokeistą rumuńskiego klubu Gyergyói HK. W maju 2019 przedłużył tam kontrakt, a po drugim rozegranym sezonie latem 2020 odszedł z klubu. W październiku 2020 został zawodnikiem ukraińskiego klubu Dnipro Chersoń. Na początku lutego 2021 ogłoszono, że został asystentem trenera Dnipra.
W barwach Rosji uczestniczył w turniejach mistrzostw świata juniorów do lat 18 edycji 2000 oraz mistrzostw świata juniorów do lat 20 edycji 2001. W seniorskiej kadrze Rosji brał udział w turniejach cyklu Euro Hockey Tour w sezonach 2003/2003 i 2006/2007.

## Sukcesy
Reprezentacyjne
- Srebrny medal mistrzostw świata juniorów do lat 18: 2000

Klubowe
- Złoty medal mistrzostw Rosji: 2002, 2003 z Łokomotiwem Jarosław
- Pierwsze miejsce w Dywizji Tarasowa KHL: 2010 z MWD Bałaszycha
- Finał KHL o Puchar Gagarina: 2010 z MWD Bałaszycha
- Srebrny medal mistrzostw Rosji: 2010 z MWD Bałaszycha

Indywidualne
- Mistrzostwa świata do lat 18 w hokeju na lodzie mężczyzn 2000/Grupa A:
  - Pierwsze miejsce w klasyfikacji asystentów turnieju: 6 asyst[11]
  - Dziewiąte miejsce w klasyfikacji kanadyjskiej turnieju: 8 punktów[12]
- EIHL (2016/2017):
  - Dziewiąte miejsce w klasyfikacji asystentów w sezonie zasadniczym: 34 asysty[13][14]